# Neochthonius
Genre
Neochthonius est un genre de pseudoscorpions de la famille des Chthoniidae.

## Distribution
Les espèces de ce genre sont endémiques de États-Unis. Elles se rencontrent en Californie et en Oregon.

## Liste des espèces
Selon Pseudoscorpions of the World (version 3.0) :
- Neochthonius amplus (Schuster, 1962)
- Neochthonius imperialis Muchmore, 1996
- Neochthonius stanfordianus Chamberlin, 1929
- Neochthonius troglodytes Muchmore, 1969

## Publication originale
- (en) Joseph Conrad Chamberlin, « A synoptic classification of the false scorpions or chela-spinners, with a report on a cosmopolitan collection of the same. Part 1. The Heterosphyronida (Chthoniidae) (Arachnida-Chelonethida) », Annals and Magazine of Natural History, 10e série, vol. 4, no 19,‎ juillet 1929, p. 50-80 (ISSN 0374-5481, OCLC 4806285231, DOI 10.1080/00222932908673028, présentation en ligne).